# Giovanni Alessandro Brambilla
Giovanni Alessandro Brambilla, Barão do Carpiano (Pavia, 1728 — Pádua, 1800) foi um nobre e médico italiano.
Foi médico particular de José II, Sacro Imperador Romano-Germânico e primeiro diretor da academia médico-cirúrgica Josephinum.